# 플레처 스쿨

플레처 스쿨 간판

플레처 스쿨(The Fletcher School of Law and Diplomacy, The Fletcher School)은 미국 보스턴 근교 메드퍼드에 위치한 미국 최초의 국제법 및 외교학 전문대학원이다. 터프츠 대학교의 단과대학 중 하나이며, 문리대학(School of Arts and Sciences), 공과대학(School of Engineering)과 함께 본교 캠퍼스에 위치해 있다.

## 역사
플레처 스쿨은 "외교 업무에 능한 인재를 양성하고, 외교의 근간이 되는 국제법 원리와 국제관계에 대한 지식을 가르치는 법학·외교 전문 학교를 설립하는 데 사용하라"는 오스틴 바클레이 플레처(Austin Barclay Fletcher) 박사의 유증에 따라 1933년 설립되었다.
플레처 스쿨의 설립은 하버드 대학교와 터프츠 대학교 간 긴밀한 협력으로 이루어졌으며, 시간이 흐르면서 터프츠 대학교가 독립적으로 운영을 맡게 되었다. 여전히 하버드 케네디스쿨, 하버드 법학대학원 등과의 학사교류가 활발하며, 이외에도 매사추세츠 공과대학교(Massachusetts Institute of Technology, MIT), 다트머스 대학교 경영대학원(Tuck School of Business at Dartmouth), UC 버클리 법학대학원(UC Berkeley Law) 등 미국 유수 대학과 스페인, 프랑스 등 해외 대학들과도 학점 교류가 가능하다.
개교 이래 플레처 스쿨은 레오 그로스(Leo Gross), 키스 하엣(Keith Highet), 로버트 휴덱(Robert Hudec), 한스 켈슨(Hans Kelsen), 루이스 손(Louis Sohn), 줄리어스 스톤(Julius Stone) 등 저명한 법학자와 법조인을 교수진으로 영입하며 국제법 분야를 선도해 왔다. 또한 선후배 동문 간의 네트워크와 유대가 공고하여 미국 정부 조직과 유엔(UN) 등 국제기구에서 그 영향력이 상당하다.
로스쿨이 아닌 학교로서는 플레처 스쿨과 존스홉킨스대학교 국제관계대학원(SAIS) 두 학교만이 국제공법 분야에서 가장 권위 있는 미국의 필립 C. 제섭 국제법 모의재판 경연대회(Philip C. Jessup International Law Moot Court Competition)에 참가하여 좋은 활약을 펼친다.

플레처 스쿨 캐벗 인터컬쳐 센터

## 학사과정
2025년 현재 플레처 스쿨의 전임교수(full-time faculty)는 총 56명이며, 전임교수-학생 비율은 1:9다. 다학제 시스템인 플레처 스쿨의 학사과정은 국제학, 법학, 외교학, 역사학, 경제학, 경영학 관련 다양한 과목들을 자유롭게 들을 수 있는 것이 그 특징이다. 소정의 학위 과정의 졸업 요건으로 외국어와 캡스톤 프로젝트(Capstone Project)가 있으며, 학점 이수는 포괄적 요건(Breadth Requirement)과 심층적 요건(Depth Requirement)을 충족시켜야 하는데 우선 포괄적 요건에 따라 다음 분야의 과목을 골고루 이수해야 한다:
- 외교, 역사 및 정책(Diplomacy, History and Policy, DHP)
- 국제법 및 국제기구(International Law and Organization, ILO)
- 경제 및 국제경영(Economics and International Business, EIB)

또한 심층적 요건에 따라 다음 11개의 집중분야(Fields of Study) 중 소정의 분야를 선택하여 필수 및 선택과목을 이수해야 한다:
1. 비교지역학(Comparative and Regional Studies)
2. 젠더와 교차성 분석학(Gender and Intersectional Analysis)
3. 세계 거버넌스와 국제기구(Global Governance and International Organizations)
4. 인간안보와 인도주의학(Human Security and Humanitarian Affairs)
5. 국제경영학(International Business)
6. 국제개발과 환경정책(International Development and Environmental Policy)
7. 국제경제관계(International Economic Relations)
8. 국제법 연구(International Legal Studies)
9. 국제협상과 분쟁해결(International Negotiation and Conflict Resolution)
10. 국제안보학(International Security Studies)
11. 기술과 국제관계(Technology and International Affairs)

현재 플레처 스쿨에 개설된 학위과정은 다음과 같다:
- 법학·외교학 석사학위(MALD): 플레처 스쿨의 대표적인 2년제 과정으로, 개설된 학위과정 중 가장 오랜 역사와 최다 재적 학생을 보유한 프로그램으로 2025년 현재 약 200명이 재학 중이다.[12] 최근에는 MALD 국제/개발경제학(IDE) 학위[13] 및 글로벌학 석사(MGA) 학위[14] 등의 특화 프로그램도 신설되었다.

- 국제경영학 석사학위(MIB): 2007년에 설립되어 2008년 가을 학기부터 신입생을 받았다. 입학 요건은 MALD 학위와 비슷하지만 경영·경제 분야 실무 경험자를 대상으로 한다는 점이 특징이다.[15] 최근에는 정량적 방법론을 강조하여 STEM 전공으로 인정되는 MIB QM 학위[16] 및 온라인 과정인 글로벌 MBA (GBA) 학위[17] 등 특화 프로그램이 신설되었다.

- 석사학위(MA): 7, 8년 정도의 실무 경력을 가진 전문가들이 지원하는 과정으로 1년 동안 8개 과목을 집중적으로 이수한다.[18]

- 국제석사학위(GMAP): 7년 이상의 경력을 가진 전문가들이 지원하는 과정으로 그 특징은 인터넷을 통한 원격 수업과 소정의 상주 대면 수업을 혼용한다는 것이다.[19]

- 국제법 법학석사(LLM) 학위: 2008년에 출범한 LLM 과정은 여타 LLM 과정과 같은 법학 과목 뿐 아니라 국제정치, 경제, 인권, NGO, 정치사 등 여러 분야의 과목을 수강할 수 있는 점이 특징이다.[20]

- 미국-유럽관계 석사학위(MATA): 유럽 칼리지(College of Europe)와의 공동 학위 과정으로,[21] 학생들은 총 2년의 재학 기간 중 1년은 플레처 스쿨에서, 다른 1년은 College of Europe에서 수업을 듣게 된다.[22]

- 사이버안보·공공정책 석사학위(CSPP): 플레처 스쿨과 터프츠대학교 공과대학 컴퓨터과학과 사이의 공동 학위 과정으로, 국제적 관점에서 기술과 정책을 통합적으로 다루게 된다.[23]

- 박사학위(PhD): 수강 요건을 충족하고 논문 심사와 디펜스(defense)를 통과해야 한다:[24]

한편, 플레처 스쿨에는 학부 과정이 없지만, 터프츠 대학교의 국제관계학 학사과정(Tufts University International Relations Program)과의 교류를 통해 학부생에게 일부 과목을 수강할 수 있도록 개방하고 있다.

## 교류

플레처 스쿨 캐벗 인터컬쳐 센터 로비 Hall of Flags

### 이중·복수학위 프로그램 (Joint & Dual Programs)[26]
- MALD/JD

Harvard Law School, Harvard University 

UC Berkeley Law, University of California at Berkeley
- MALD/MBA

Tuck School of Business at Dartmouth College (미국 뉴햄프셔주 해노버)

MBA Program, HEC Paris (프랑스 파리) 

Universidad Instituto de Empresa (IE University) (스페인 마드리드) 

China Europe International Business School (CEIBS) (중국 상하이)
- MALD/MA

Department of Urban and Environmental Policy, Tufts University 

Graduate School of Arts and Sciences, Tufts University
- MALD/DVM

Cummings School of Veterinary Medicine, Tufts University
- MALD/MS

Gerard J. and Dorothy R. Friedman School of Nutrition Science and Policy, Tufts University

School of Engineering, Tufts University
- MALD/MIA

Master of Arts in International Affairs and Governance, University of St. Gallen (스위스)
- MD/MA

School of Medicine, Tufts University
- LLM/MALD

Master of Laws in International Law, The Fletcher School at Tufts University
- LLM/MIL

Master in International Law, University of St. Gallen (스위스)
- LLB/LLM

Jindal Global Law School (인도 하리아나) 
Instituto Tecnológico Autónomo de México (ITAM) (멕시코 멕시코시티)
- MS in Cybersecurity and Public Policy

Department of Computer Science, School of Engineering, Tufts University
- MATA

Master of Arts in Transatlantic Affairs, College of Europe (벨기에 브뤼허)
- Bachelor's/MALD

School of Arts and Sciences, Tufts University
- 기타

Diplomatische Akademie Wien-Vienna School of International Studies (오스트리아 빈) 

### 교환학생 프로그램 (Exchange Programs)[48]
- Tuck School of Business at Dartmouth College (미국 뉴햄프셔주 해노버)[49]
- China Europe International Business School (CEIBS) (중국 상하이)[50]
- China Foreign Affairs University (중국 베이징)[51]
- MBA Program, HEC Paris (프랑스 파리)[52]
- Indian School of Business (인도 하이데라바드)[53]
- Universidad Instituto de Empresa (IE University) (스페인 마드리드)[54]
- Geneva Graduate Institute (스위스 제네바)[55]
- 연세대학교 국제학대학원(대한민국 서울)[56]
- Konrad-Adenauer-Stiftung (독일 베를린)[57]
- Institut d'Études Politiques (Sciences Po) (프랑스 파리)[58]

이 외에도 학교의 승인에 따라 기타 다른 학교들과의 교류도 가능하다

## 프로그램 및 연구 기관
플레처 스쿨에는 다음과 같은 연구소와 프로그램이 있다:
- 국제환경·자원정책센터(Center for International Environment and Resource Policy, CIERP)[60]
- 국제법·거버넌스센터(Center for International Law and Governance, CILG)[61]
- 전략적 연구센터(Center for Strategic Studies, CSS)[62]
- 젠더·교차성 분석학 프로그램(Gender and Intersectionality Analysis, GAIA)[63]
- 이주·인간안보센터(Henry J. Leir Institute for Migration and Human Security)[64]
- 글로벌경영센터(Institute for Business in the Global Context, IBGC)[65]
- 국제안보연구 프로그램(International Security Studies Program, ISSP)[66]
- 해양학 프로그램(Maritime Studies Program, MSP)[67]
- 러시아·유라시아 프로그램(Russia and Eurasia Program)[68]
- 그리스·유럽학 석좌 프로그램(The Constantine G. Karamanlis Chair in Hellenic & European Studies)[69]
- 에드워드 머로 글로벌 외교연구소(The Edward R. Murrow Center for Global Diplomacy)[70]
- 파레스 동지중해 연구소(The Fares Center for Eastern Mediterranean Studies)[71]
- 히타치 기술·국제관계연구소(The Hitachi Center for Technology and International Affairs)[72]
- 세계평화재단(World Peace Foundation, WPF)[73]

## 도서관
플레처 스쿨 전용 도서관인 에드윈 긴 도서관(Edwin Ginn Library)은 국제관계학 전문 도서관으로 교수와 학생들의 연구와 학습 지원을 위해 엄선된 총 12만권의 장서를 보유하고 있다. 또한 국제연맹(League of Nations) 및 국제연합(United Nations)을 비롯한 각종 국제기구 문서, 국제조약 문서, 국제사법재판소(International Court of Justice) 판례 등을 다수 소장하고 있다. 한편으로는 터프츠 대학교 도서관 시스템(Tufts University Library System)과 연계하여 3만여 종의 전자저널 및 데이터베이스에 접근할 수도 있다.

플레처 스쿨 도서관 Ginn Library

## 기숙사
전용 기숙사인 블레이클리 홀(Blakeley Hall)은 플레처 스쿨 건물에 바로 인접해 있어 접근성이 좋다. 1926년 조지안 건축양식(Georgian architectural style)으로 지어졌으며, 중정을 둘러싼 'ㄷ'자 형태로 배열된 3개 동으로 이루어져 있다. 다만, 2025년 가을학기부터는 학부생 기숙사로 용도가 변경될 예정이다.

플레처 스쿨 전용 기숙사 Blakeley Hall 여름

플레처 스쿨 전용 기숙사 Blakeley Hall 겨울

플레처 스쿨 전용 기숙사 Blakeley Hall 객실 공용 공간

## 대학 랭킹
미국의 유명 국제학 잡지 Foreign Policy는 매년 전세계 국제관계학 과정들을 평가하고 있는데, 플레처 스쿨의 MALD 과정은 존스 홉킨스 대학교 SAIS의 석사과정, 조지타운 대학교 SFS의 석사과정, 하버드 케네디스쿨의 석사과정과 함께 매년 최상위권으로 평가되고 있고 있다. 특히 1996년 프린스턴 리뷰가 발행하는 Gourman Report에 국제관계학 분야 1위에 오르는 등 꾸준히 최고의 대학원으로서의 명성을 이어가고 있다.

## 학생 활동 및 행사

### 행사
- 문화의 밤(Culture Nights): 세계 각 지역 문화에 관심 있는 학생들이 모여 해당 지역의 음악, 시, 춤 등의 공연을 선보이고 음식을 함께 즐기는 행사
- 뉴욕 커리어 견학(NYC Career Trip): 매년 11월경 뉴욕의 수많은 국제기구, 금융기관, 기업체, NGO 등에서 근무하는 동문들과의 만남을 갖고, 잠재 고용주와의 인맥을 쌓는 진로 탐색 행사
- 워싱턴DC 커리어 견학(Washington, D.C. Career Trip): 매년 2월경 워싱턴DC의 수많은 정부기관, 국제기구, 연구소 등에서 근무하는 동문들과의 만남을 갖고, 잠재 고용주와의 인맥을 쌓는 진로 탐색 행사
- 교직원 서빙 일일 식당(Faculty and Staff Waits on You): 교직원들이 학생들에게 서빙하는 연례 만찬

- 플레처 코미디 쇼(Fletcher Follies): 학생들끼리 학교에 대한 풍자와 해학으로 여흥을 즐기는 행사
- 플레처 스키 캠프(Fletcher Ski Trip): 매년 1~2월경 버몬트주의 스키 리조트로 떠나는, 전교생 참여도가 매우 높은 행사
- 봄방학 여행(Spring Break Treks): 봄방학 기간 중 학생들 자체적으로 관심 있는 지역으로 함께 떠나 그곳의 주요 기관과 인사를 방문하며 현지 실정에 대해 습득하는 네트워킹 행사

이외에도 다양한 행사들을 학생 또는 학교에서 기획한다.

### 학생 클럽
총학생회 및 각종 위원회(Student Council and Committees) 외에도 다음과 같은 학생 클럽이 있다:
- 아프가니스탄 클럽(Afghanistan Working Group)
- 아프리카 클럽(Africana Group)
- 아세안 클럽(ASEAN Society)
- 영화 클럽(Cinema Central)
- 요리 클럽(Culinary Diplomacy Club)
- 탈식민지화 클럽(Decolonizing International Relations Club)
- 기업인 클럽(Entrepreneur Club)
- 유라시아 클럽(Eurasia Club)
- 유럽-미국 관계 클럽(European & Transatlantic Affairs Society)
- 기독교 클럽(Fletcher Christian Fellowship)
- 컨설팅 클럽(Fletcher Consulting Group)
- 에너지·환경 클럽(Fletcher Energy and Environment Club, FLEEC)
- 축구 클럽(Fletcher Futbol)
- 마작 클럽(Fletcher Mahjong)
- 넷 임팩트 클럽(Fletcher Net Impact)
- 정치적 위기 클럽(Fletcher Political Risk Group)
- 사회투자 클럽(Fletcher Social Investment Group, FSIG)
- 팔레스타인 클럽(Fletcher Students for Palestine)
- 야외활동 클럽(Fletcher WILD)
- 국제개발 클럽(International Development Group)
- 일본 클럽(Japan Club)
- 음악 클럽(Music Diplomacy Club)
- 한국 클럽(Korea Working Group)
- 퀴어 클럽(Pride at Fletcher)
- 랠프 번치 클럽(Ralph Bunche Society, 소수민들의 국제진출을 위한 모임)
- 종교·법·외교 클럽(Religion, Law & Diplomacy Club)
- 남아시아 클럽(South Asian Society)
- 기술 클럽(Tech@Fletcher)
- 독서 클럽(The Nook)
- 에너지 클럽(Tufts Energy Conference, TEC)
- 여성 국제안보 클럽(Women in International Security, WIIS)
- 인도-태평양 전략적 경쟁 클럽(Working Group on Strategic Competition in the Indo-Pacific, SCIP)

학생들의 참여에 따라 새로운 클럽을 만들 수도, 기존 클럽이 폐지될 수도 있다.

## 주요 졸업생
- 강정원: 전 국민은행장, 전 KB금융지주 대표이사 부회장(회장 직무대행)
- 구희권: 전 국회 외교통상통일위원회 수석전문위원
- 권영설: 전 중앙대학교 교수
- 권종락: 전 외교통상부 제1차관
- 김달중: 현 연세대학교 명예교수
- 김윤수: 전 한국외환은행 미주본부장, 전 고려대학교 경영대학원 초빙교수
- 김은중: 전 외교통상부 유럽국장, 전 주루마니아 대사
- 김정근: 전 주휴스턴 총영사
- 김재창: 전 한미연합사 부사령관(육군대장 예편), 전 연세대학교 국제학대학원 객원교수
- 김진아: 현 외교부 제2차관, 한국외국어대학교 LD학부 교수
- 김태영: 현 Egon Zehnder International 파트너
- 남상정: 전 경상북도 국제관계자문대사, 전 주네팔 대사
- 박용규: 전 주슬로바키아 대사
- 서창록: 전 고려대학교 국제대학원장, 현 고려대학교 국제대학원 교수
- 석동연: 전 경기도 국제관계자문대사
- 신성호: 현 서울대학교 국제대학원 교수
- 유태현: 전 주베트남 대사
- 이경은: 전 대통령실 행정관, 전 보건복지부 서기관/부이사관, 전 국제앰네스티 한국지부 사무처장
- 이병태: 전 국방부 장관(제31대)
- 이성윤: 전 플레처 스쿨(Fletcher School of Law and Diplomacy) 교수
- 이성혁: 현 단암시스템즈(주) 대표이사 사장
- 이원우: 전 한경대학교 총장
- 이재관: 전 새한그룹 대표이사 부회장
- 이정훈: 현 연세대학교 국제학대학원장, 전 연세대학교 언더우드 국제대학장
- 이정민: 현 카네기 국제평화재단 선임연구위원, 전 연세대학교 국제대학원 교수, 전 외교통상부 국제안보대사
- 이창범: 전 한국외교협회 회장
- 임근형: 전 주덴마크 대사, 전 주헝가리 대사
- 조영재: 전 한-아세안센터 사무총장, 전 주이탈리아 대사
- 최종현: 전 G20 국제협력대사, 전 주이탈리아 대사
- 한비야: 여행가, 작가, 현 이화여자대학교 국제대학원 초빙교수, 전 월드비젼 긴급구호팀장
- 한석희: 현 연세대학교 국제학대학원 교수
- 허철: 전 외교통상부 평화외교기획단장, 전 외교부 대테러 국제협력대사
- 황용식: 전 주타이베이 대표부 대사, 전 단국대학교 정치외교학과 외래교수
- Antoinette Sayeh: 전 IMF 부총재, 전 라이베리아 재무부 장관
- Barbara Bodine: 전 주예멘 미국 대사, 현 조지타운대학교 외교학부 저명(특훈) 교수
- 빌 리처드슨(Bill Richardson): 전 뉴멕시코주 주지사, 전 주UN 미국 대사, 전 미국 에너지부 장관
- C. Fred Bergsten: 미국 피터슨 국제경제연구소(Peterson Institute for International Economics) 창립 소장
- 찰스 덜라라(Charles Dallara): 국제금융협회(Institute of International Finance) 대표이사
- Charles Sitter: 전 Exxon Corporation 사장
- 코스타스 카라만리스(Kostas Karamanlis): 전 그리스 총리
- Cynthia McKinney: 미국 하원의원, 2008 녹색당 대선후보
- 대니얼 패트릭 모이니핸(Daniel Patrick Moynihan): 전 미국 상원의원, 전 주UN 미국 대사
- Dante Caputo: 전 유엔 총회 의장, 전 아르헨티나 외교부 장관
- 데이비드 레이건(David Reagan): '양과 사자 선교회(Lamb & Lion Ministries)' 설립자, 전 페퍼다인 대학교 국제경영센터 이사
- David Welch: 전 미국 국무부 차관보
- Elin Suleymanov: 현 주영국 아제르바이잔 대사, 전 주미국 아제르바이잔 대사
- Ermias Sahle Selassie 왕자: 현 에티오피아 황실 평의회(Crown Council of Ethiopia) 의장, 전 Welega kingdom of Leqa Naqamte (에티오피아에 흡수 된 왕국) 후계자
- Frank Pallone: 현 미국 하원의원
- G. Richard Thoman: 전 제록스 CEO
- Guy de Muyser: 전 주러시아 룩셈부르크 대사, 전 주북대서양 조약기구(NATO) 룩셈부르크 대표부 대사
- Hassan Wirajuda: 전 인도네시아 외무장관
- Ismat Jahan: 현 주EU 이슬람협력기구(OIC) 상주 옵서버, 전 주UN 방글라데시 대사
- James Soon: 전 싱가포르 해군대장
- James Stavridis: 전 북대서양조약기구(NATO) 유럽연합군 최고사령관
- Jean François-Poncet: 전 프랑스 외교부 장관
- Jeffrey D. Feltman: 전 주레바논 미국 대사, 전 유엔 정무 사무차장
- 제러미 리프킨(Jeremy Rifkin): 경제동향 연구재단(FOET) 창립 이사장, 《제3차 산업혁명》, 《엔트로피》저자
- John E. Herbst: 전 주우크라이나 미국 대사
- John E. Endicott: 전 우송대학교 총장, 전 조지아 공과대학교 국제학대학 교수, 전 미국 국가전략연구소장(INSS)
- Joyce Aluoch: 전 국제형사재판소(ICC) 재판관
- Joseph W. Polisi: 전 줄리아드 스쿨 총장
- Juan Fernando López Aguilar: 현 유럽의회(EP) 의원, 전 스페인 법무부 장관
- 후안 마누엘 산토스(Juan Manuel Santos Calderón): 전 콜롬비아 대통령
- Katrin Fraser: 전 미국 국가안전보장회의 아시아 담당 과장[78]
- Klaus Scharioth: 주미국 독일 대사
- 류샤오밍(劉曉明, 류효명): 전 주북한 중화인민공화국 대사
- 류다춘(Liu Daqun): 현 구유고슬라비아 국제형사재판소(ICTY) 재판관/부(副)재판소장[79]
- Lui Tuck Yew: 현 주미국 싱가포르 대사, 전 싱가포르 해군 사령관
- Marsha J. Evans: 전 미국 적십자사 회장
- Matthew Bryza: 전 주아제르바이잔 미국 대사, 전 미국 국무부 유럽·유라시아 담당 부차관보
- Mimi Alemayehou: 전 미국 해외민간투자공사(OPIC) 부사장, 전 아프리카 개발 은행 이사
- Musa Javed Chohan: 전 주캐나다 파키스탄 대사, 전 주프랑스 파키스탄 대사, 전 주유네스코 파키스탄 상주 대표부 대사
- Nathaniel Davis: 전 주스위스 미국 대사, 전 미국 국무부 차관보
- Paul Bagatelas: The Carlyle Group 투자자 담당 총괄 이사
- Pieter C. Feith: 전 유럽연합 코소보 특사, 전 코소보 국제민간대표
- Peter Ackerman: 전 비폭력분쟁 국제센터(ICNC) 창립회장, 전 Rockport Capital 대표이사, 미국 외교협회(CFR) 이사
- Peter Woolcott: 전 호주 연방 인사위원장(APSC), 전 주뉴질랜드 호주 대사
- Philip K. Asherman: 전 Chicago Bridge & Iron (CB&I) 대표이사·CEO
- Philip D. Zelikow: 전 미국 국무부 고문, 전 9/11 위원회 사무국장
- Robert D. Hormats: 전 미국 국무부 경제성장·에너지·환경담당 차관, 전 미국 무역대표부(USTR) 대사·부대표
- 로버트 킹(Robert R. King): 미국 북한인권 특사
- Scot Marciel: 전 미국 국무부 동아시아·태평양 담당 선임 부(副)차관보
- Shafi U Ahmed: 주영국 방글라데시 대사
- Shashi Tharoor: 현 인도 의회 외교위원장, 전 유엔 사무차장, 전 유엔 사무총장 후보(반기문 총장에 이어 2위)
- Shukri Ghanem: 전 리비아 총리, 전 리비아 석유 장관
- Stephen Shank: 카펠라 대학교(Capella University) 창립자, 전 통카(Tonka Corporation) 최고경영자
- 수미 테리(Sue Mi Terry): 전 미국 외교협회(CFR) 선임연구원
- Surakiart Sathirathai: 전 태국 부총리, 전 외무장관, 전 재무장관
- Thomas R. Pickering: 전 보잉 부사장, 전 미국 국무부 차관, 전 주러시아 미국 대사, 전 주UN 미국 대사
- T. Al-Nahayan 술탄: 전 UAE 아부다비 알아인 지역 전권대표
- Vartan Oskanian: 전 아르메니아 외무장관.
- Walter B. Wriston: 전 시티그룹 회장·CEO
- William T. Monroe: 주바레인 미국 대사
- Wolfgang Ischinger: 전 뮌헨 안보회의 의장, 전 주미국 독일 대사
- Wu Teh Yao: 전 난양대학교 부총장 대리, 전 싱가포르 대학교 사회과학대학 학장
- Zainah Anwar: 전 이슬람 여성회(Sisters in Islam) 대표, 말레이시아 인권위원회 위원

## 주요 교수진
- 이성윤: 전 국제정치학 교수, 전 하버드 한국학 연구소 Kim Koo Forum 의장[80]
- Antonia Handler Chayes: 국제정치학 및 법학 교수, 전 하버드 로스쿨 및 하버드 케네디스쿨 교수
- Ayesha Jalal: 역사학 교수, 남아시아·인도센터 이사
- David Kennedy: 국제법·국제학 교수, 전 UN 및 EU집행위 자문단, 하버드 로스쿨 교수, 플레처 스쿨 교환 교수[81]
- Joel Trachtman: 국제법학 명예교수, 전 OECD·UNCTAD·APEC 컨설턴트, 전 Shearman & Sterling 로펌 변호사[82]
- John Curtis Perry: 전 역사학 교수, 전 한국 외교통상부 컨설턴트
- Julius Stone: 전 국제법학 교수, 전 UC Law SF (당시 University of California, Hastings College of the Law) 교수
- Leo Gross: 전 국제법학 교수, 전 국제연맹 국제지적협력기구(International Institute of Intellectual Cooperation, IIIC) 국장[83]
- Lisa Lynch: 경제학 교수, 전 브랜다이스 대학교 부총장, 전 미국 노동부 수석 경제학자[84]
- Michael J. Glennon: 국제법학 교수, 전 미국 상원 외교위원회 법률 고문
- Michael Klein: 국제경제학 교수, 전 미국 재무부 수석 경제학자[85]
- Paul Samuelson: 전 국제경제학 교수, 1970 노벨 경제학상 수상자
- Robert Hudec: 전 국제통상법 교수[86]
- Roscoe Pound: 전 국제법학 교수(당시 하버드 로스쿨 학장으로서 1933년 플레처 스쿨 설립에 기여)[87]
- Vali Nasr: 국제정치학 교수, 전 존스홉킨스대학교 국제관계대학원(SAIS) 원장, 현 동 대학원 교수
- William Moomaw: 국제환경정책학 명예교수, 2007년 노벨 평화상을 수상한 기후변화에 관한 정부간 협의체 소속 과학자

## 역대 학장
- Halford Lancaster Hoskins (1933-1944)[88]
- Ruhl Jacob Bartlett (1944-1945)[89]
- Robert Burgess Stewart (1945-1964)[90]
- Edmund Asbury Gullion (1964-1978)
- John P. Roche (1978-1979)
- Theodore Lyman Eliot, Jr. (1979-1985)
- John P. Roche (1985-1986)
- Jeswald Salacuse (1986-1994): 전 플레처 스쿨 국제법 교수[91]
- Richard B. Mancke (1994-1995)
- John Galvin (1995-2000): 전 유럽사령부 총사령관, 전 유럽연합군 최고사령관[92]
- Joel P. Trachtman (2000-2001): 현 플레처 스쿨 국제법 명예교수[93]
- Stephen W. Bosworth (2001-2013): 전 주한 미국 대사, 전 미국 북한정책 특별대표(U.S. Special Representative for North Korea Policy)[94]
- James Stavridis (2013~2019): 전 북대서양조약기구(NATO) 유럽연합군 최고사령관
- Rachel Kyte (2019~2023): 전 UN사무총장의 지속가능에너지 담당 특사, 전 세계은행 부총재, 현 옥스퍼드 대학교 교수
- Kelly Sims Gallagher (2024-현재): 플레처 스쿨 에너지·환경정책학 교수